# Sukurcze
Sukurcze (biał. Сукурчы, Sukurczy; ros. Сукурче, Sukurcze) – dawny majątek, nad Krupką. Tereny, na których leżał, znajdują się obecnie na Białorusi, w obwodzie grodzieńskim, w rejonie lidzkim, w sielsowiecie Krupa.

## Historia
W Rzeczypospolitej Obojga Narodów leżały w województwie wileńskim, w powiecie lidzkim. W XVIII w. były własnością Narbuttów. Odpadły od Polski w wyniku III rozbioru.
W XIX i w początkach XX w. położone były w Rosji, w guberni wileńskiej, w powiecie lidzkim, w gminie Lida. Co najmniej od 1865 własność Pileckich. Były wówczas siedzibą okręgu wiejskiego.
W dwudziestoleciu międzywojennym leżały w Polsce, w województwie nowogródzkim, w powiecie lidzkim, w gminie Lida. W 1921 miejscowość liczyła 27 mieszkańców, zamieszkałych w 5 budynkach, wyłącznie Polaków wyznania rzymskokatolickiego.
Po II wojnie światowej w granicach Związku Sowieckiego. Od 1991 w niepodległej Białorusi.
Po 1945 Sukurcze były systematycznie dewastowane, w 1992 roku dwór i plac wokół niego był już kompletną ruiną. W latach późniejszych władze białoruskie zniszczyły pozostałości miejscowości. Obecnie Sukurcze nie istnieją; nie ma śladu po domu, wykarczowano drzewa, zasypano stawy i jezioro z czynnym źródełkiem.

…Niedawno dostałam telefon od człowieka, który udał się do miejsca na Białorusi, gdzie dawniej były Sukurcze. Teraz nie ma tam nic, nawet jednego kamienia, który kiedyś stanowił podstawę naszego dworku. Nie ma również śladu po potężnych wiekowych lipach, które miały za zadanie chronić zabudowania przed wiatrem ze wschodu.

## Ludzie związani z miejscowością
- Wojciech Narbutt – literat, szambelan królewski, poseł na Sejm Czteroletni; urodzony w Sukurczach
- Witold Pilecki – rotmistrz kawalerii Wojska Polskiego, współzałożyciel Tajnej Armii Polskiej, organizator ruchu oporu w KL Auschwitz; właściciel majątku Sukurcze
- Maria Pilecka – polska nauczycielka zamieszkała w Sukurczach
- Zofia Optułowicz – polska działaczka społeczna urodzona w Sukurczach